# Свинецдистронций
Свинецдистронций — бинарное неорганическое соединение
свинца и стронция
с формулой Sr2Pb,
кристаллы.

## Получение
- Сплавление стехиометрических количеств чистых веществ:

{\displaystyle {\mathsf {Pb+2Sr\ {\xrightarrow {1156^{o}C}}\ Sr_{2}Pb}}}

## Физические свойства
Свинецдистронций образует кристаллы
ромбической сингонии, пространственная группа P nma, параметры ячейки a = 0,8445 нм, b = 0,5391 нм, c = 1,0139 нм, Z = 4,
структура типа дихлорида свинца
.
Соединение конгруэнтно плавится при температуре 1156°C 
(1155°C ).